# Kleur (kaartterm)

De vier kleuren. Boven: schoppen, harten. Onder: ruiten, klaveren

Jokers hebben geen kleur

Een kaartspel bevat 52 kaarten in vier soorten die in het Nederlands kleuren genoemd worden. Deze benaming, die we ook (als Farbe) in het Duits aantreffen, kan  verwarrend genoemd worden, want het zijn geen kleuren in de gewone betekenis van het woord. In veel kaartspelen is het onderscheid in de kleuren erg belangrijk.  In sommige spelen, zoals hartenjagen, is er één kleur met een belangrijke functie. Bij spelen waarin slagen worden gemaakt wordt vaak aan het begin vastgesteld dat een van de kleuren troef is. De troefkleur is hoger dan de overige drie kleuren.
De vier kleuren zijn:
- ♠ Schoppen
- ♥ Harten
- ♦ Ruiten
- ♣ Klaveren

Verder zijn er jokers, die tot geen enkele kleur horen. Jokers worden niet in alle kaartspelen gebruikt.
Er is weleens voorgesteld om kaarten te fabriceren met werkelijk verschillende kleuren, bijvoorbeeld met groene klaveren en gele ruiten. 
De steentjes die gebruikt worden voor Rummy dragen meestal niet de vier symbolen schoppen, harten, ruiten en klaveren, maar echte kleuren: zwart, groen, geel en rood.

## Traditionele kaarten
| Traditionele kaarten | Traditionele kaarten      | Traditionele kaarten | Traditionele kaarten | Traditionele kaarten | Traditionele kaarten | Traditionele kaarten | Traditionele kaarten | Traditionele kaarten |
| -------------------- | ------------------------- | -------------------- | -------------------- | -------------------- | -------------------- | -------------------- | -------------------- | -------------------- |
| Duits (Duitsland)    | Rot (tweekleurige harten) |                      | Schellen (bellen)    |                      | Eichel (eikels)      |                      | Laub/Grün (bladeren) |                      |
| Duits (Zwitserland)  | Rosen                     |                      | Schellen             |                      | Eicheln              |                      | Schilten             |                      |
| Spaans (Spanje)      | Copas (bekers)            |                      | Oros (munten)        |                      | Bastos (knotsen)     |                      | Espadas (zwaarden)   |                      |
| Italiaans (Italië)   | Coppe (bekers)            |                      | Denari (munten)      |                      | Bastoni (knotsen)    |                      | Spade (zwaarden)     |                      |